# Jacques Dohen
Jacques Armand Dohen (ur. 4 maja 1930 w Paryżu, zm. 9 maja 2005 w Vars) – francuski lekkoatleta specjalizujący się w biegach płotkarskich.

## Kariera

### Zawody międzynarodowe
W 1952 wystąpił na igrzyskach olimpijskich w biegu na 110 m ppł. Odpadł wówczas w pierwszej rundzie, zajmując 5. miejsce w swoim biegu eliminacyjnym z czasem 15,7 s. Dwukrotnie startował na mistrzostwach Europy: w 1954 i 1958, za każdym razem odpadając w półfinale (w 1954 zajął 5. miejsce w swoim biegu z czasem 15,0 s, a w 1958 był 4. w swoim biegu z czasem 14,9 s). W 1955 zdobył srebro igrzysk śródziemnomorskich w biegu na 110 m ppł z czasem 15,2 s.

### Mistrzostwa Francji
W 1952 został wicemistrzem Francji na 110 m ppł z czasem 14,8 s. Rok później zajął 5. miejsce na mistrzostwach kraju na tym samym dystansie z czasem 15,6 s. W 1954 wywalczył mistrzostwo Francji na 110 m ppł z czasem 15,0 s. W 1955 powtórzył to osiągnięcie, uzyskując czas 14,4 s. W 1956 po raz kolejny został mistrzem kraju na 110 m ppł z czasem 14,6 s. W 1957 ponownie zdobył złoty medal mistrzostw Francji na 110 m ppł z czasem 14,8 s. W 1958 został mistrzem kraju na tym samym dystansie z czasem 15,0 s. W 1960 zajął 6. miejsce na mistrzostwach Francji na 110 m ppł z czasem 14,9 s. W 1961 po raz kolejny został mistrzem kraju na tym samym dystansie z czasem 14,3 s. W 1962 wywalczył wicemistrzostwo Francji na 110 m ppł z czasem 14,5 s. W 1963 na mistrzostwach kraju na tym samym dystansie był 5. z czasem 14,4 s, a w 1964 zajął 4. miejsce z czasem 14,7 s.

### Rekordy Francji
Trzykrotnie ustanawiał rekord Francji w biegu na 110 m ppł. Po raz pierwszy dokonał tego 28 lipca 1957 w Brukseli, gdy uzyskał czas 14,3 s, po raz drugi 12 października tegoż roku w Rzymie (czas 14,2 s), a po raz trzeci 17 maja 1961 na Stade Sébastien Charléty w Paryżu (czas 14,2 s).

### Przynależność klubowa
W latach 1952–1956 był członkiem UAI Paris, w 1957 reprezentował AS Police Paris, w 1958 był zawodnikiem Racing CF, w latach 1959-1961 startował w barwach US Batilly, a pod koniec 1961 ponownie reprezentował AS Police Paris.